# Ben Arous
Ben Arous  (în arabă بن عروس ) este un oraș  în  Tunisia. Este reședinta  guvernoratului Ben Arous.